# Баталон, Джейкоб
Джейкоб Баталон (англ. Jacob Batalon; род. 9 октября 1996) — американский актёр, получивший известность благодаря роли Неда в фильмах «Человек-паук: Возвращение домой» (2017), «Мстители: Война бесконечности» (2018), «Мстители: Финал» (2019), «Человек-паук: Вдали от дома» (2019) и «Человек-паук: Нет пути домой» (2021). Также, известен по роли вампира Реджинальда Эндрюса в хоррор-сериале «Вампир Реджинальд» (2022).

## Ранние годы
Баталон родился в Гонолулу, Гавайи, в cемье филиппинцев. После окончания частной католической школы Damien Memorial School Баталон посещал общественный колледж Капиолани, где изучал теорию музыки, однако позже бросил учёбу. Затем он прошёл двухлетнюю программу обучения в Нью-Йоркской консерватории, где изучал актёрское мастерство.

## Карьера
Баталон начал актёрскую карьеру в 2016 году, снявшись в фильме «Северные леса». В 2017 году Баталон исполнил роль Неда Лидса, лучшего друга Питера Паркера, в фильме «Человек-паук: Возвращение домой». Он вернулся к роли Неда в фильмах «Войне бесконечности» (2018), «Финале» (2019) и «Человек-паук: Вдали от дома» (2019). В 2018 году сыграл в фильме «Привидение».

## Фильмография
| Год       |     | Русское название                    | Оригинальное название     | Роль         |
| --------- | --- | ----------------------------------- | ------------------------- | ------------ |
| 2016      | ф   | Северные леса                       | North Woods               | Купер        |
| 2017      | ф   | Человек-паук: Возвращение домой     | Spider-Man: Homecoming    | Нед Лидс     |
| 2018      | ф   | Привидение                          | Every Day                 | Джеймс / Эй  |
| 2018      | ф   | Бладфест                            | Blood Fest                | Крилл        |
| 2018      | ф   | Мстители: Война бесконечности       | Avengers: Infinity War    | Нед Лидс     |
| 2018      | ф   | Банана Сплит                        | Banana Split              | Джейкоб      |
| 2019      | ф   | Мстители: Финал                     | Avengers: Endgame         | Нед Лидс     |
| 2019      | кор | —                                   | Science Fair              | Нед Лидс     |
| 2019      | ф   | Человек-паук: Вдали от дома         | Spider-Man: Far From Home | Нед Лидс     |
| 2019      | кор | —                                   | Watch Room                | Бернард      |
| 2019      | кор | Список дел Питера                   | Peter’s To-Do List        | Нед Лидс     |
| 2019      | ф   | Настоящий Дон Кихот                 | The True Don Quixote      | Санчо Панса  |
| 2019      | ф   | Пусть идёт снег                     | Let It Snow               | Кеон         |
| 2019      | с   | —                                   | Bubble Gang               | Нид          |
| 2020      | с   | 50 штатов страха                    | 50 States of Fright       | Саймон       |
| 2020      | с   | —                                   | Day by Day                | Лукас        |
| 2021      | ф   | Человек-паук: Нет пути домой        | Spider-Man: No Way Home   | Нед Лидс     |
| 2022—2024 | с   | Вампир Реджинальд                   | Reginald the Vampire      | Реджинальд   |
| 2024      | ф   | Воздушное ограбление                | Lift                      | N8           |
| 2024      | ф   | Таро: Карта смерти                  | Tarot                     | Пэкстон      |
| 2025      | ф   | Новокаин                            | Novocaine                 | Роско Диксон |
| 2026      | ф   | Человек-паук: Совершенно новый день | Spider-Man: Brand New Day | Нед Лидс     |